# Liscum-Schale

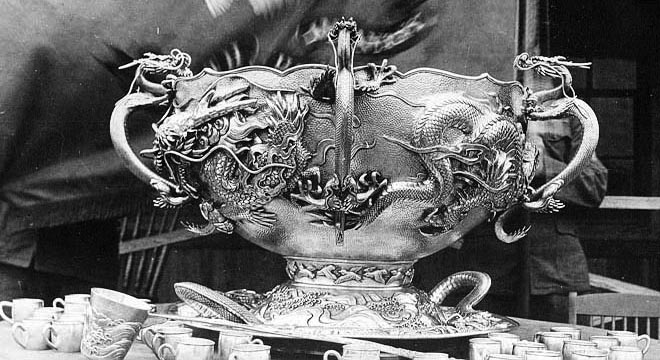
Liscum-Schale, 1907

Die Liscum-Schale ist eine Punsch-Schale aus Sterling-Silber, die 1902 von Li Hongzhang im Auftrag der Qing-Dynastie an die 9. Infanteriedivision der Vereinigten Staaten von Amerika als Dank für die Unterstützung beim Boxeraufstand geschenkt wurde. Die Schale wurde nach Colonel Emerson H. Liscum benannt, der am 13. Juli 1900 in der Schlacht von Tianjin fiel.

## Eigenschaften

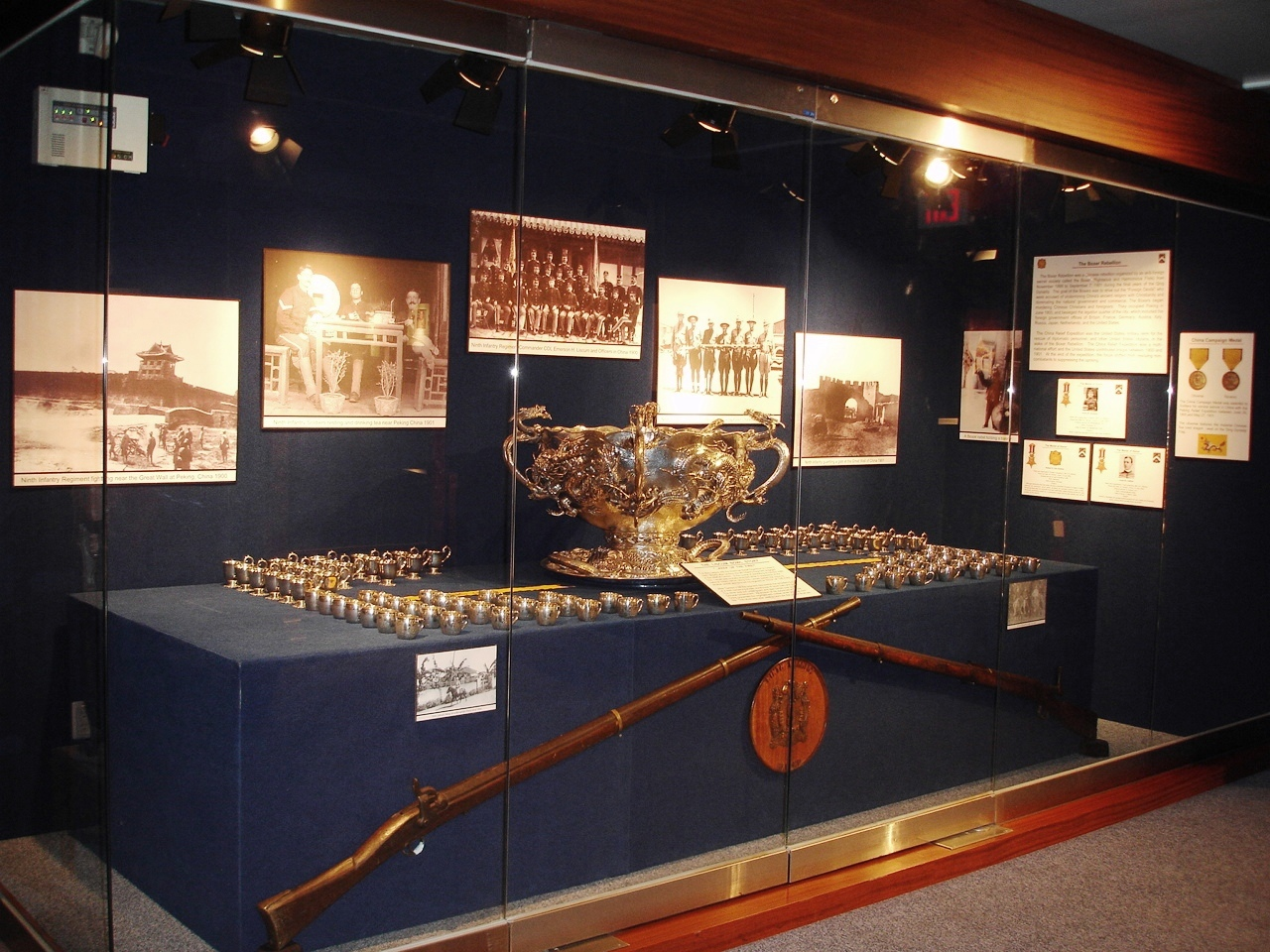
Im Museum der 2. Infanteriedivision

Die Liscum-Schale wurde einige Jahre im Museum der 2. Infanteriedivision in Korea aufbewahrt, wo es das wertvollste Ausstellungsstück war mit einem Wert von über 2,5 Millionen Dollar. Im Jahr 2018 wurde die Liscum-Schale nach Fort Carson in Colorado gebracht. Die Schale wiegt circa 41 Kilogramm, fasst circa 53 Liter und wurde am 2. November 1902 von Arthur & Bond in Yokohama fertiggestellt.